# Anisodes curtisi
Anisodes curtisi là một loài bướm đêm trong họ Geometridae.